# Uzdrowisko Kołobrzeg

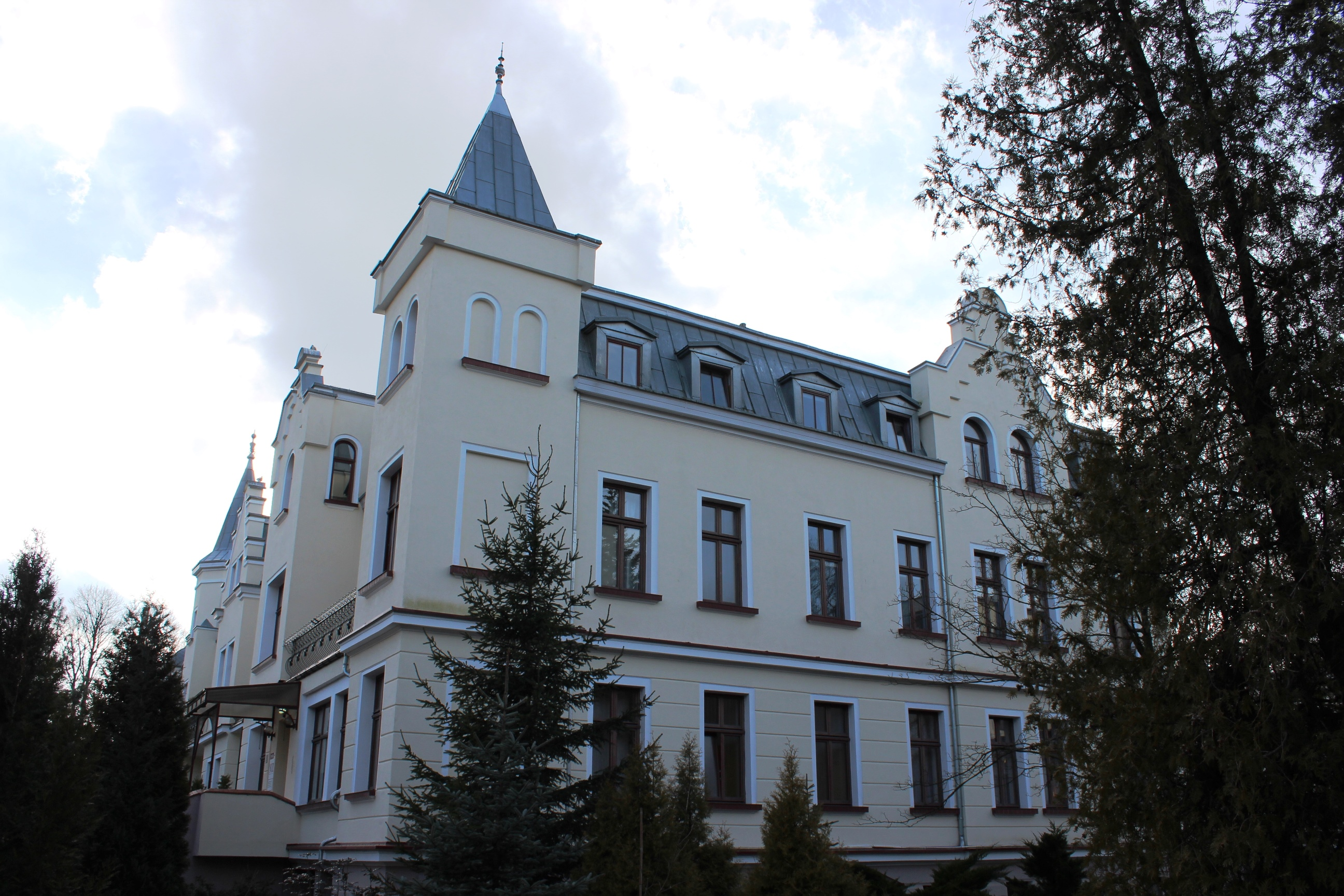
Sanatorium Mewa I - pawilon A

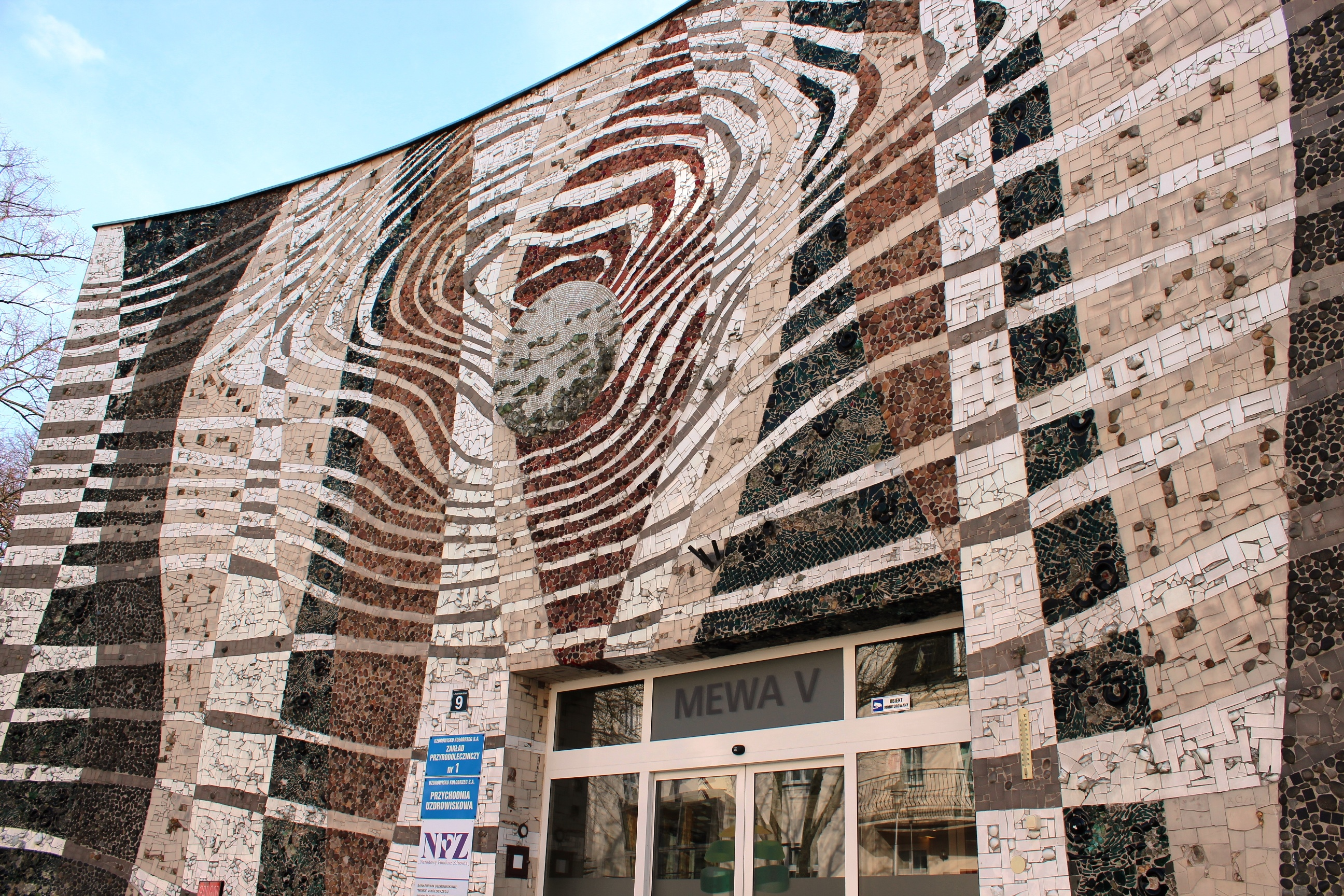
Wejście do Zakładu Przyrodoleczniczego nr 1 i sanatorium Mewa V

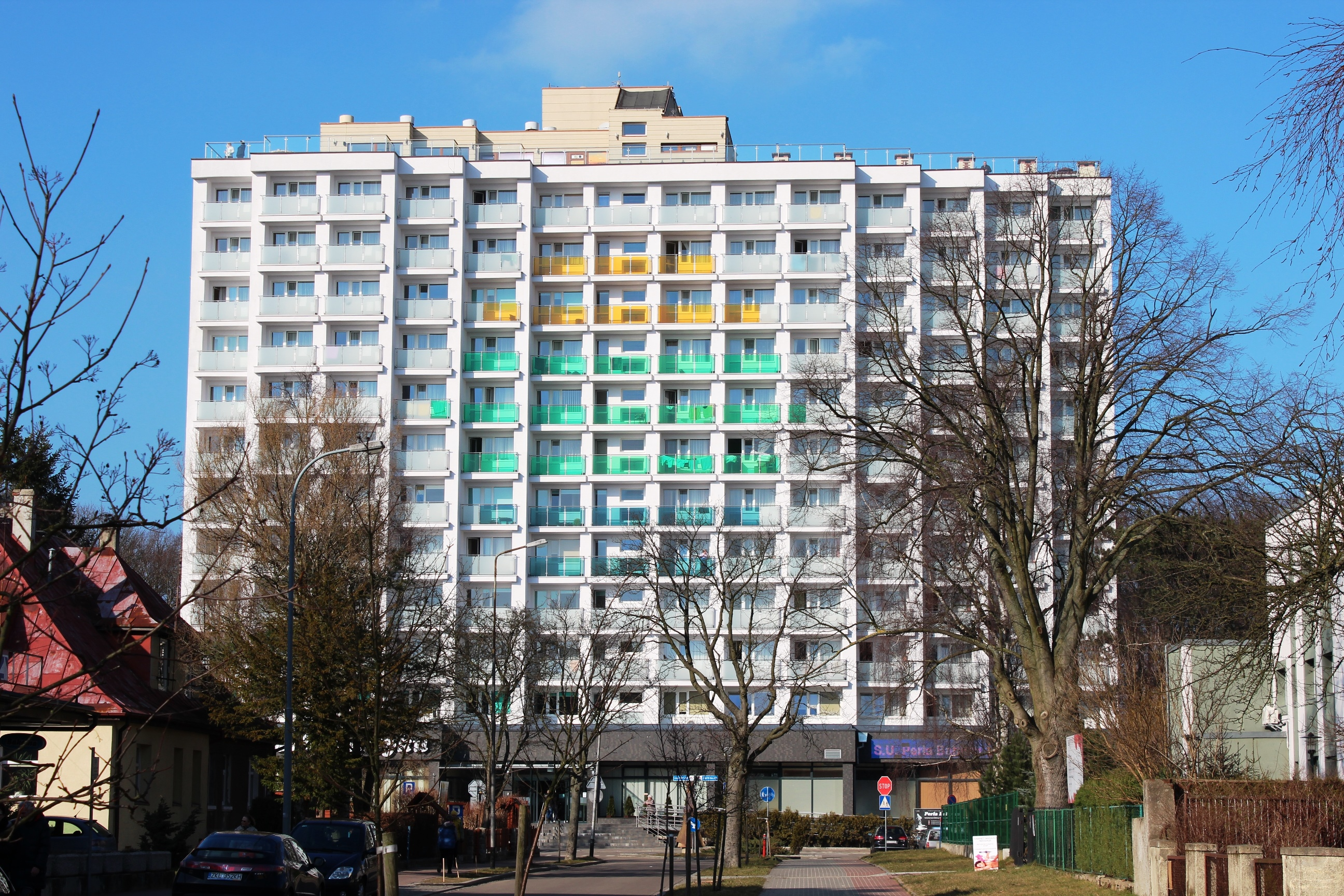
Sanatorium Perła Bałtyku

Uzdrowisko Kołobrzeg – nazwa odnosząca się do Kołobrzegu jako obszaru, któremu został nadany status uzdrowiska, zgodnie z ustawą z dnia 28 lipca 2005 r. o lecznictwie uzdrowiskowym, uzdrowiskach i obszarach ochrony uzdrowiskowej oraz gminach uzdrowiskowych, jak również nazwa spółki akcyjnej powstałej z przekształcenia powołanego w 1953 przedsiębiorstwa państwowego.

## Historia

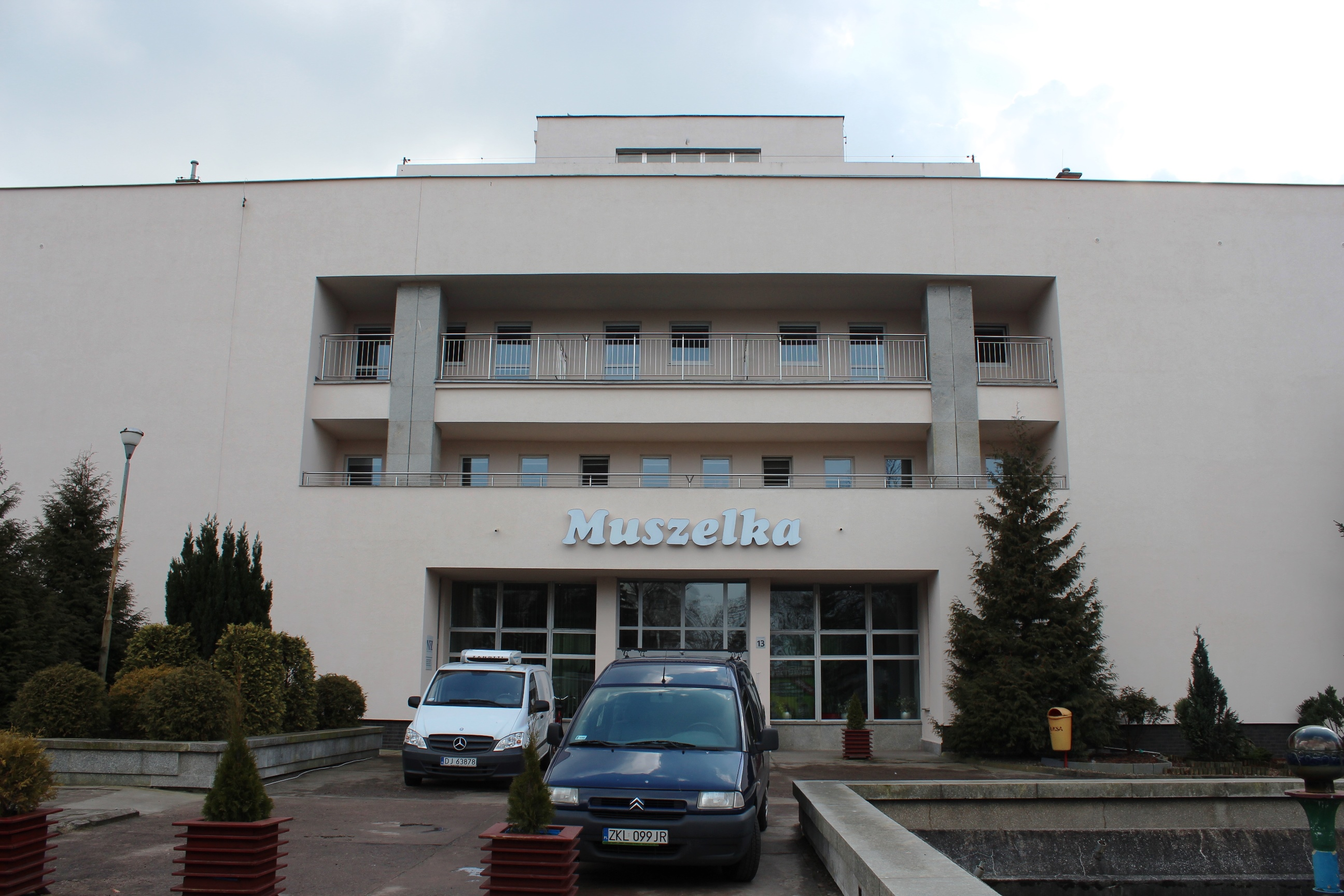
Sanatorium Muszelka

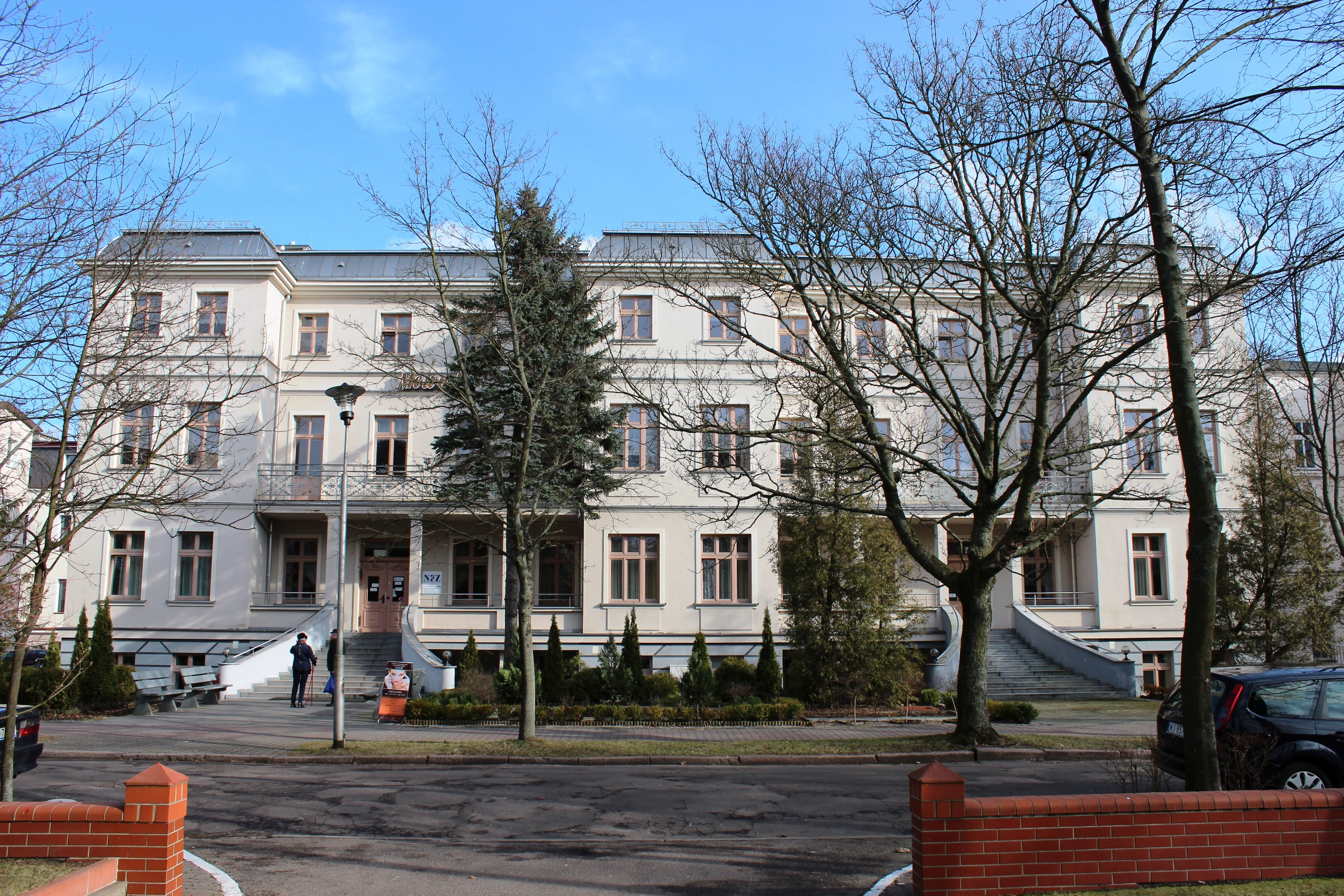
Sanatorium Mewa IV

Jako rok powstania Uzdrowiska Kołobrzeg przyjmuje się 1802, kiedy do miasta przybył Jan Henryk Held, pruski oficer i radca celny z Poznania, skazany na półtoraroczny pobyt w Twierdzy Kołobrzeg. Efektem jego pobytu była książka o kąpielisku morskim w Kołobrzegu. W 1803 przy ujściu Parsęty powstał pierwszy zakład kąpieli morskich, funkcjonujący od czerwca do września. Powstało oddzielne kąpielisko dla kobiet, mężczyzn oraz rodzin z dziećmi. 
Solankę, znaną w tym miejscu już w VII wieku, zastosowano do kąpieli leczniczych po raz pierwszy w latach 30. XIX wieku. Twórcą łazienek solankowych był Gottlieb Keutel. 
Od 1882 zaczęto stosować do zabiegów leczniczych w uzdrowisku miejscową borowinę.
Do rozwój uzdrowiska w II połowie XIX wieku przyczyniło się uzyskanie przez Kołobrzeg połączenia kolejowego. Możliwość rozwoju nastąpiła także w wyniku likwidacji w 1872 twierdzy. Dzięki inicjatywie sympatyków rozwoju idei rozwoju kąpieliska powstał park zdrojowy, obecny Park im. Stefana Żeromskiego oraz zabudowania Dzielnicy Uzdrowiskowej z tężniami, pensjonatami, hotelami, sanatoriami, zakładami przyrodoleczniczymi. Od 1887 zaczęto przystosowywać do celów rekreacyjnych uzdrowiska teren wokół Szańca Waldenfelsa, współcześnie nazywanego Kamiennym Szańcem. Było to jedno z najmodniejszych miejsc kurortu, miejsce licznych wycieczek i spacerów.
W 1899 oddane zostało do użytku sanatorium Strandschloß (Zamek Plażowy, Pałac Nadbrzeżny), pełniące rolę domu zdrojowego. 
Uzdrowisko w krótkim czasie zyskało międzynarodowe znaczenie. Obradujący w 1911 w Kołobrzegu V Międzynarodowy Kongres Lecznictwa Morskiego przyznał uzdrowisku rangę uzdrowiska I kategorii. 

## Uzdrowisko Kołobrzeg S.A.
Przedsiębiorstwo Państwowe „Uzdrowisko Kołobrzeg” powołano zarządzeniem Ministra Zdrowia w 1953, z zadaniem prowadzenia lecznictwa uzdrowiskowego, sanatoryjnego i ambulatoryjnego, eksploatowania i przerobu naturalnych uzdrowiskowych bogactw naturalnych, prowadzenia prac naukowo-badawczych nad lecznictwem i profilaktyką balneologiczną. 1 lutego 1999 przedsiębiorstwo państwowe przekształcone zostało w spółkę akcyjną Skarbu Państwa. Obecnie (2015) jedynym akcjonariuszem jest województwo zachodniopomorskie. Spółką zarządzali kolejno: Jan Hoffmann (1999-2000), Kazimierz Tatur (2000-2006), Marek Olszewski (2006-2007) i Mateusz Korkuć (od 2008).
Przedmiotem działalności spółki jest m.in. działalność szpitali i działalność fizjoterapeutyczna. Leczenie dorosłych obejmuje choroby układu oddechowego, układu krążenia, układu wydzielania wewnętrznego i przemiany materii (głównie cukrzyca, choroby tarczycy). Leczenie dzieci obejmuje natomiast schorzenia dróg oddechowych, w tym astmę oskrzelową, choroby układu wydzielania wewnętrznego, zaburzeń odżywiania i przemiany materii (głównie cukrzyca, choroby tarczycy, otyłość) oraz alergiczne schorzenia skóry. Leczenie prowadzone jest przez cały rok.

### Obiekty
Obiekty należące do Uzdrowiska Kołobrzeg S.A. zlokalizowane są w Dzielnicy Uzdrowiskowej, w strefie ochrony uzdrowiskowej „A”. Należą do nich:
- Zakład Przyrodoleczniczy nr 1
- sanatorium Perła Bałtyku
- sanatorium Mewa I - pawilon A
- sanatorium Mewa I - pawilon B
- sanatorium Mewa II
- sanatorium Mewa III
- sanatorium Mewa IV
- sanatorium Mewa V
- sanatorium Muszelka
- dziecięcy szpital uzdrowiskowy Słoneczko

## Borowina
W uzdrowisku wydobywany jest torf leczniczy (borowina). Eksploatację, w oparciu o koncesję, prowadzi Uzdrowiskowy Zakład Górniczy należący do Uzdrowiska Kołobrzeg S.A.

## Wody mineralne
W uzdrowisku na przestrzeni lat produkowane były pod różnymi nazwami handlowymi wody mineralne, z różnych miejscowych ujęć. Markowym, powszechnie dostępnym produktem uzdrowiska była woda o nazwie Perła Bałtyku, której produkcja została jednak zaniechana. Obecnie (2015) jako butelkowana jest produkowana wyłącznie woda o nazwie Jantar. Prócz tego eksploatację wody leczniczej (solanki) prowadzi Uzdrowiskowy Zakład Górniczy. 

### Perła Bałtyku
Woda mineralna solankowa, z utworów czwartorzędowych - słonawa, chlorkowo-wodorowęglanowosodowa o mineralizacji nie przekraczającej 0,2% stężenia NaCl. 

### Jantar
Akratopega, z utworów czwartorzędowych, słonawa, chlorkowo-wodorowęglanowosodowa o mineralizacji nie przekraczającej 0,2% stężenia NaCl. Produkowana jest przez Jantar Wody Mineralne Sp. z o.o. Do produkcji wody wykorzystuje się ujęcie 39 „Jantar”. zlokalizowane przy ul. Żurawiej, o mineralizacji 819,48 mg na litr wody. Woda zawiera chlorki, wodorowęglany, sód i wapń, a także mniejsze ilości innych pierwiastków (magnez, potas, fluor, jod, itd.). Na pobór wód z tego ujęcia Starosta Kołobrzeski wydał 20 września 2006 decyzję – pozwolenie wodnoprawne Saxoffon Sp. z o.o., ważną do 20 września 2026. Możliwy maksymalny pobór wód podziemnych wynosi Qśrd = 24,00 m³/d, Qmaxh = 1,5m3/h. Woda jest butelkowana i sprzedawana jako: premium - w szklanych butelkach 300 ml (gazowana i niegazowana), standard - w plastikowych butelkach 500 ml i 1,5 l (gazowana, delikatnie gazowana i niegazowana) oraz 5 l (niegazowana), a także w dużych opakowaniach 18,9 l (firmowa).